# Bannalgaechungia alticola
Bannalgaechungia alticola är en insektsart som beskrevs av Kae Kyoung Kwon 1983. Bannalgaechungia alticola ingår i släktet Bannalgaechungia och familjen dvärgstritar. Inga underarter finns listade i Catalogue of Life.